# Aníbal González (architecte)
Pour les articles homonymes, voir Aníbal González et González.
González  Álvarez-Ossorio est un nom espagnol. Le premier nom de famille, en général paternel, est González ; le second, en général maternel, souvent omis, est Álvarez-Ossorio.
Aníbal González Álvarez-Ossorio, né à Séville le 10 juin 1876 et mort dans la même ville le 31 mai 1929 , était un architecte et urbaniste espagnol, principale référence de l’architecture régionaliste andalouse du début du XXe siècle.
Architecte en chef de l’Exposition ibéro-américaine de 1929, il démissionna du poste en 1926, officiellement pour des raisons de santé, même si d’autres sources mentionnent qu’il pourrait avoir été poussé à démissionner par Miguel Primo de Rivera, dictateur qui régnait sur l’Espagne à cette époque. Il fut alors remplacé par l’architecte Vicente Traver.
Il fut vice-président de l’Ateneo de Sevilla, association culturelle, scientifique, littéraire et artistique.

## Dumodernismeau régionalisme

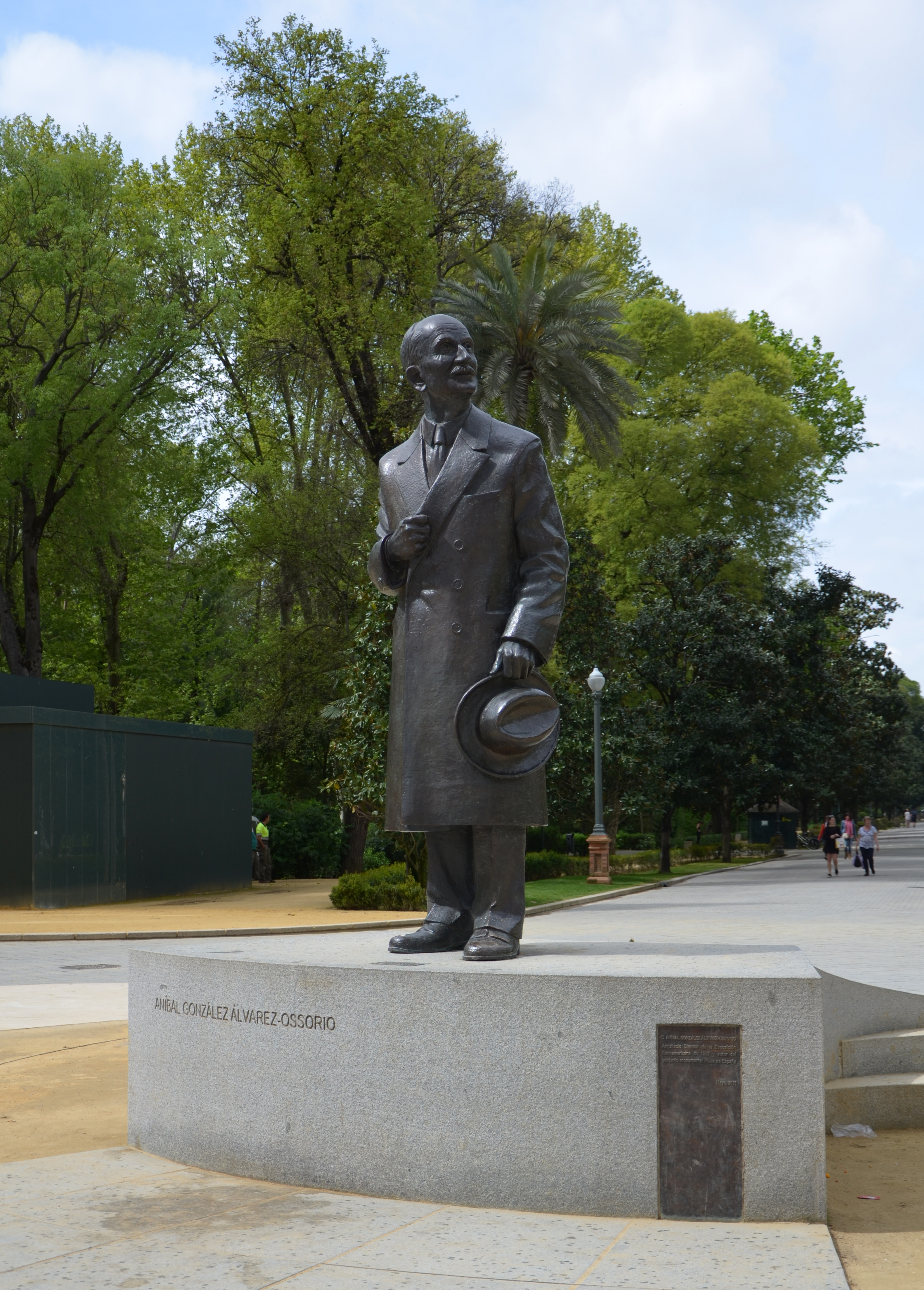
La statue d'Aníbal González érigée en 2011 devant la Place d'Espagne de Séville

Au début du XXe siècle se sont succédé à Séville plusieurs influences architecturales modernistes, provenant non seulement d’Andalousie mais également d’autres régions espagnoles comme la Catalogne. Les premiers travaux d’Aníbal González furent marqués par ce modernisme même si, en raison de la destruction de plusieurs de ses bâtiments, il reste actuellement peu d’illustrations de cette première période.
Dans la Séville de 1907 eut lieu un débat moral sur l’esthétique et l’architecture étant donné que, pour les plus conservateurs, le modernisme (précurseur de l’Avant-garde) remettait en question les canons de la beauté et la tradition. Aníbal González  abandonna donc ce style pour revenir au régionalisme andalou (ce qui lui permit de plus de pouvoir utiliser les matériaux régionaux) tout en gardant un style personnel. Encore aujourd’hui, les bâtiments qu’il a créés, tout en restant dans le style sévillan de l’époque, se reconnaissent facilement.
La plupart des bâtiments d’Aníbal González existant encore à l’heure actuelle sont donc de style régionaliste même si, de plus, comme d’autres architectes de la même époque, il bâtit des édifices de style néomudéjar comme le Pavillon Mudéjar de l’exposition ibéro-américaine, devenu depuis le musée des arts et coutumes populaires. Il construisit également des bâtiments de style néogothique comme le Pavillon des Beaux-Arts, actuel musée archéologique de Séville.
Il ne fut pas seulement un architecte mais également un urbaniste qui modifia la physionomie de la ville de Séville. À noter de plus que les orangers qui décorent un grand nombre de rues de la ville furent son idée.

## Œuvres représentatives

### Séville
- Pavillon de l’association Sevilla de Caridad dans la rue Arjona.
- Façade de la Capilla de los Luises dans la rue Trajano.
- Chapelle du Carmel, à l’entrée du pont de Triana.
- Pavillon Mudéjar (actuel musée des arts et coutumes populaires) du Parc de María Luisa (1914), sur la Plaza de América.
- Pavillon Royal du Parc de María Luisa (1916), sur la Plaza de América.
- Pavillon des Beaux-Arts (actuel musée archéologique) du Parc de María Luisa (1919), sur la Plaza de América.
- Place d’Espagne, œuvre principale de l’Exposition ibéro-américaine de 1929.

### Jerez de la Frontera
- El Gallo Azul (le coq bleu), édifice de référence de la ville.
- Gare de Jerez

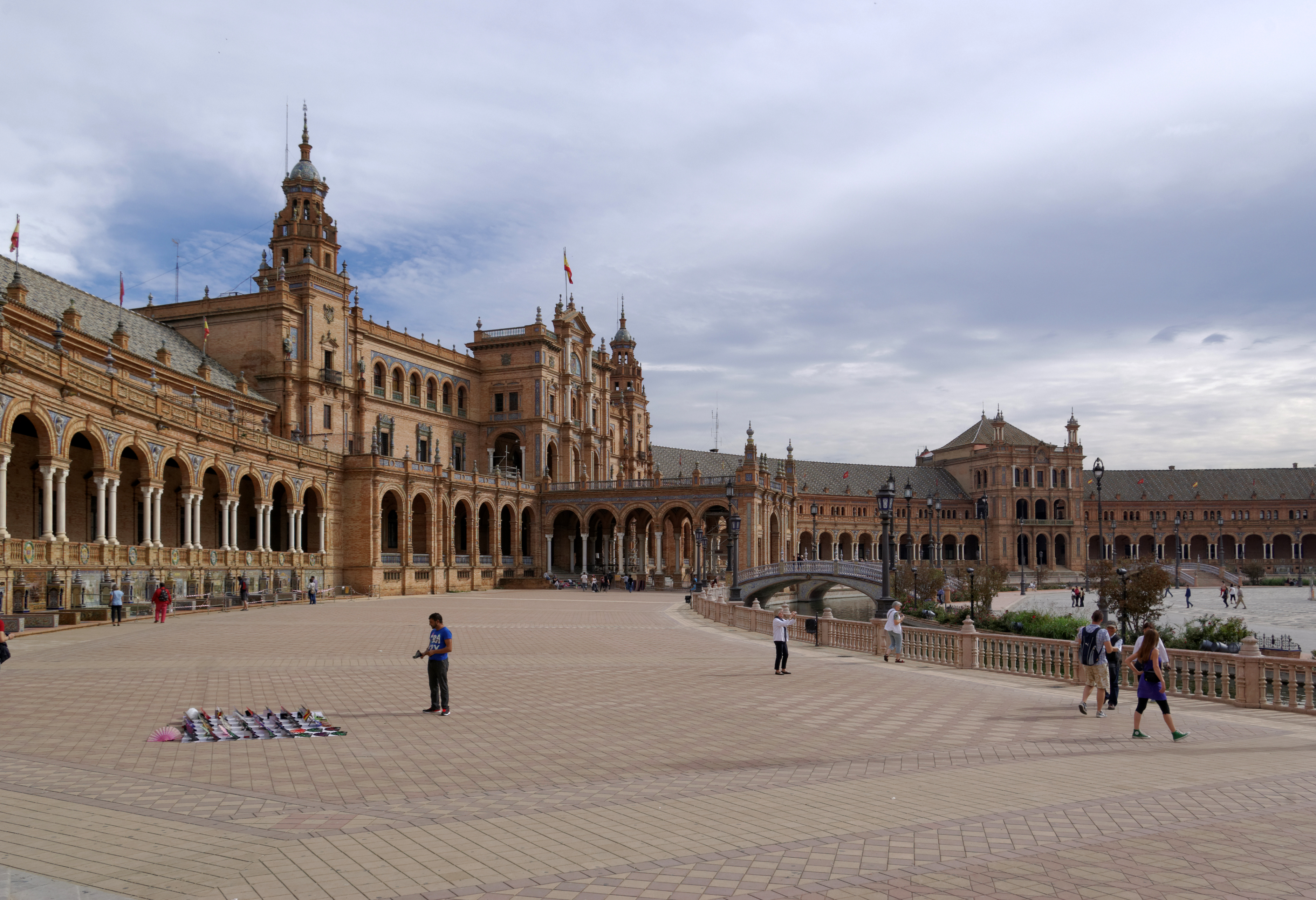
La Place d'Espagne de Séville
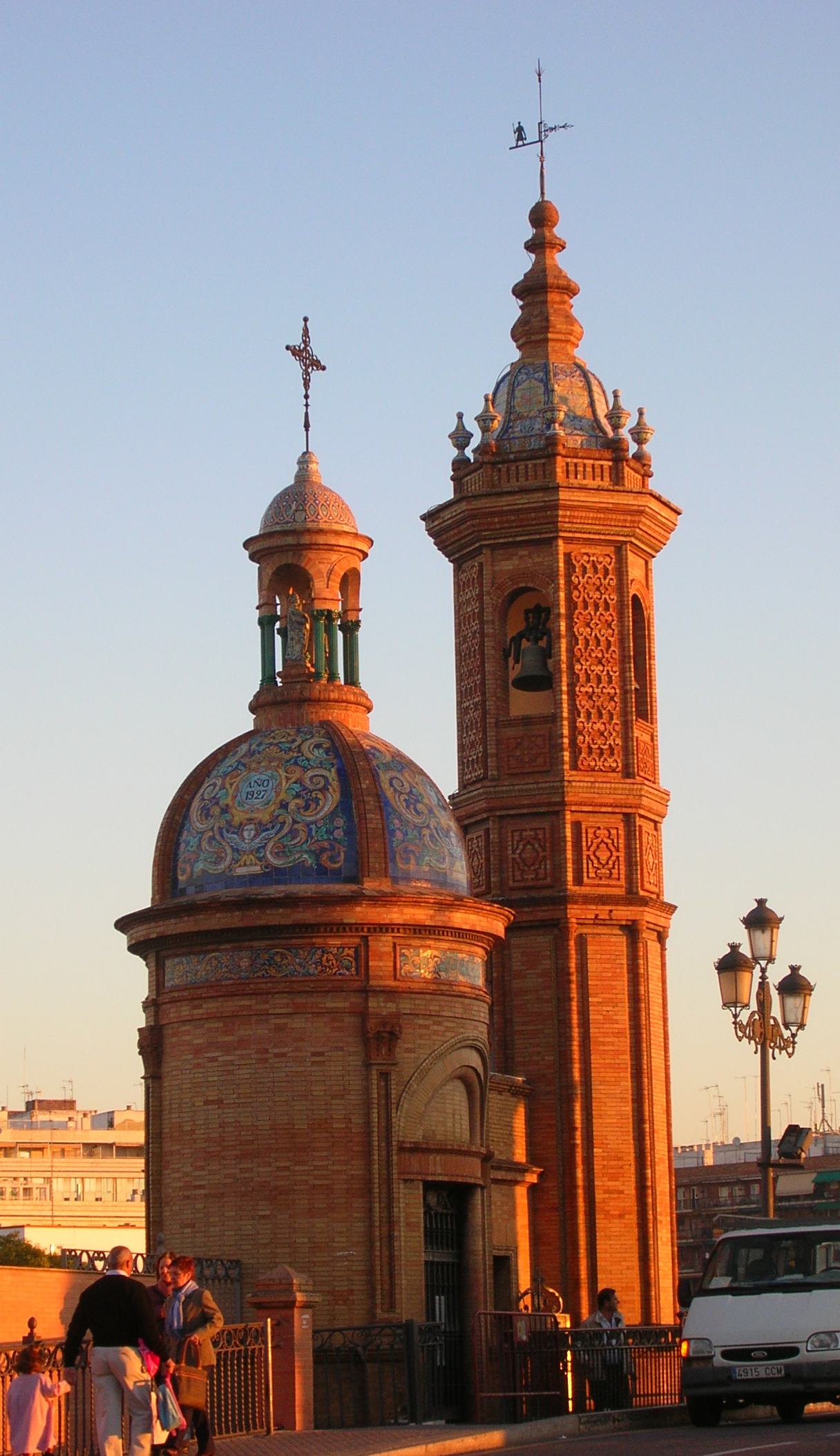
La Chapelle du Carmel de Séville, située au bout du pont Isabelle II
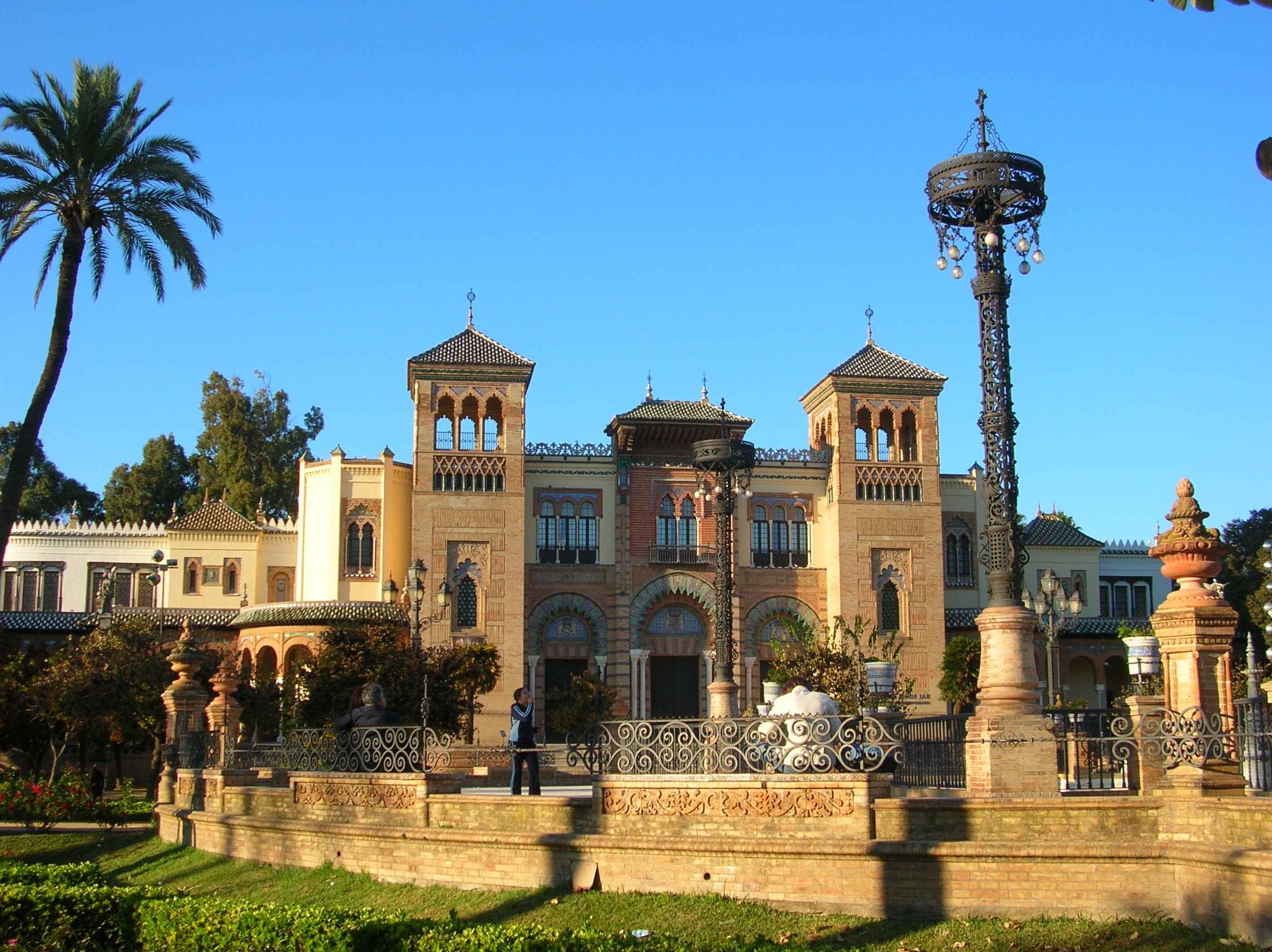
Le pavillon mudéjar de l'Expo ibéro-américaine de Séville, actuel musée des coutumes et arts populaires
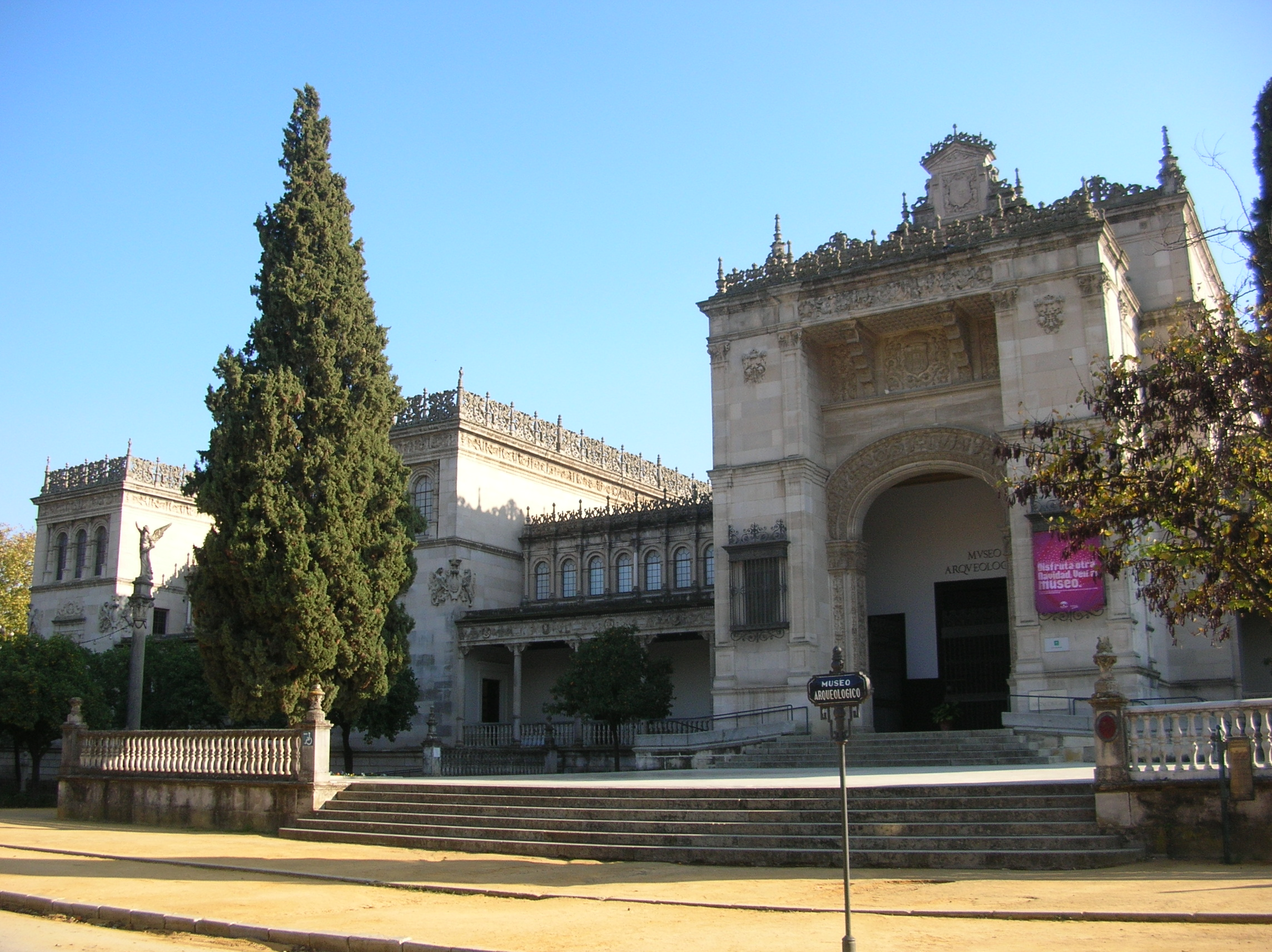
Le pavillon des Beaux-Arts de l'Espo, actuel musée d'archéologie
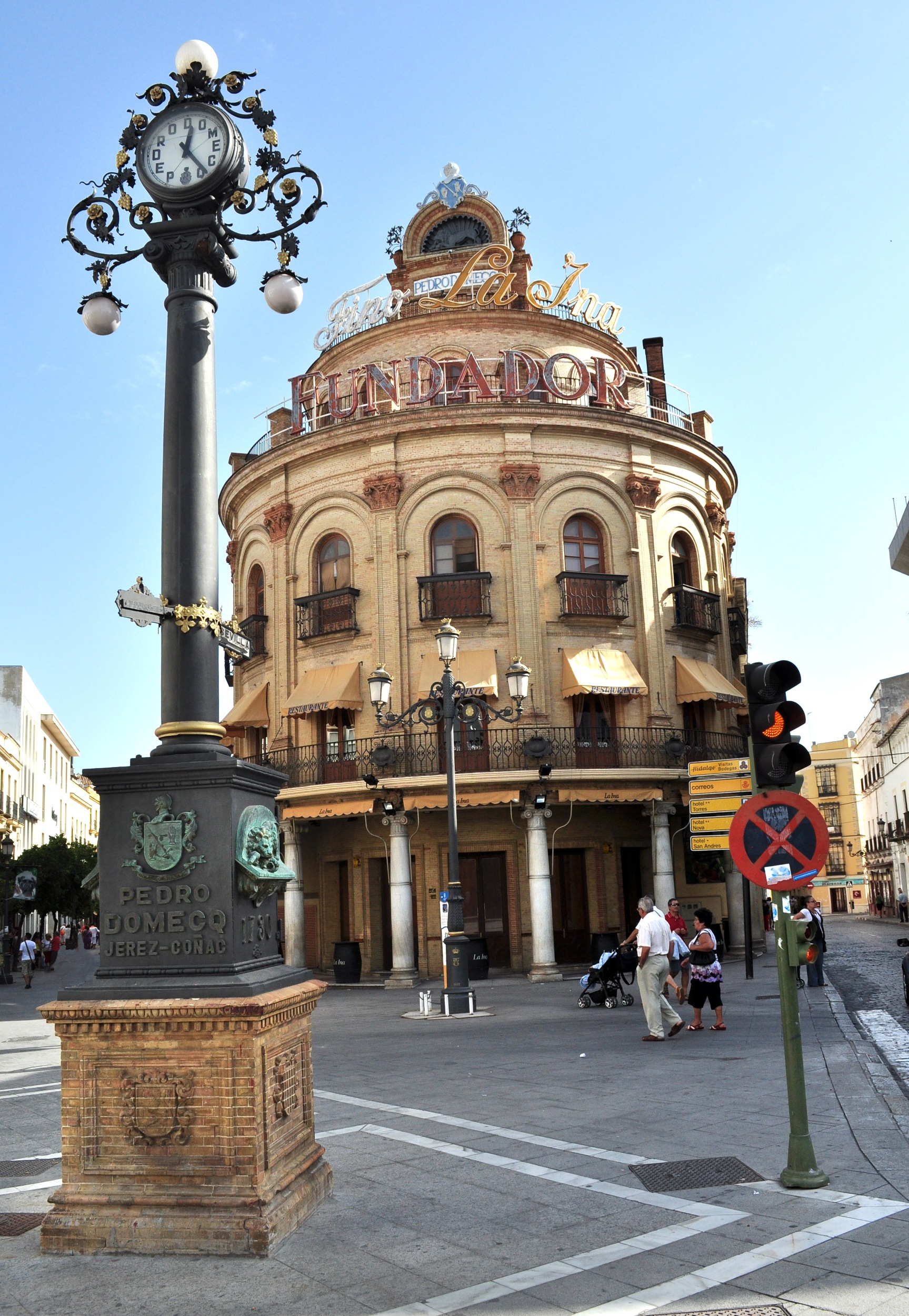
El Gallo Azul à Jerez de la Frontera

## Sources
- (es) Cet article est partiellement ou en totalité issu de l’article de Wikipédia en espagnol intitulé « Aníbal González » (voir la liste des auteurs).